# 海德堡水泥
海德堡水泥股份公司（Heidelbergcement AG，ISIN:DE0006047004）是一家德国DAX上市的建材公司，坐落于海德堡，由于2007年收购了英国汉森成为了世界上最大的骨料和第4大水泥生产商，2008年销售额达到142亿欧元，收入19亿欧元，公司遍布约50个国家，2800个地区，人员达到65000人，水泥产能达到每年12亿吨。

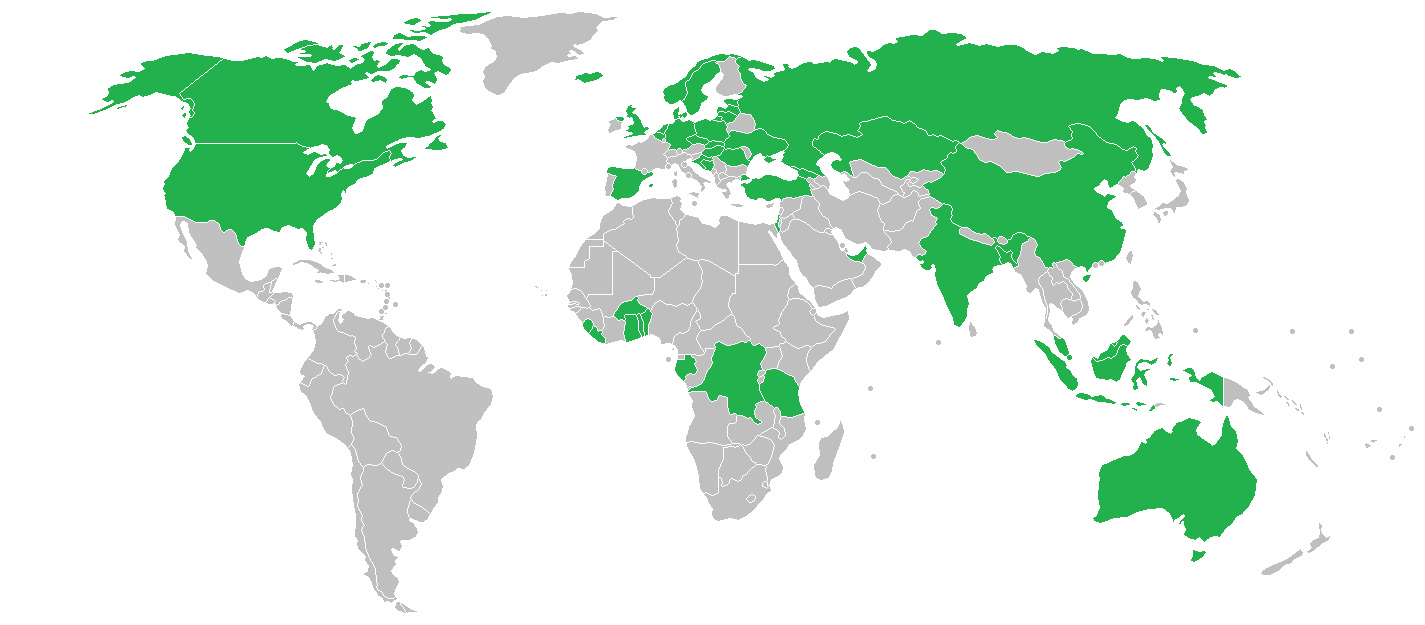
全球业务

## 商业领域
海德堡水泥主要生产普通水泥和特殊水泥（主要用于水利设施和污水处理设施），以及特种粘合剂，混凝土，石灰，并提供建设环保垃圾填埋场和环境整治的方案。

## 公司历史
海德堡水泥的历史追溯到1873年1月3日，坐落在海德堡的Bergheimer Mühle由于破产被啤酒商约翰·飞利浦·舍甫登科（Johann Philipp Schifferdecker）获得，并改造成水泥厂。1874年6月5日舍甫登科以及他的儿子们以OHG（德国的一种私有公司形式）的形式，以及勃兰特水泥工厂（Portland Cement Werk）的名字登记注册，1875年开始正式生产水泥。1889年3月18日改为股份制公司，并进入快速发展时期，1896年公司年生产能力达到80000吨，1901年海德堡勃兰特水泥工厂和曼海姆勃兰特水泥公司合并。1914年收购水泥企业Burglengenfeld，1918年索道Leimen–Nußloch开通，为海德堡水泥提供了所需要的石灰石。1922年收购Lengfurt，1926年收购Kiefersfelden，1936年年生产能力达到1百万吨，1938年又收购了大量的水泥厂和矿山，1944年工厂受到巨大破坏，1945年被盟军占领，1948年开始生产石膏，1953年合并了Gipswerkes，1959年公司开始生产混凝土，1960年收购了慕尼黑的运输公司Kraftverkehr Bayern (KVB)的三分之二的股份，1972年年生产能力达到1千万吨（其中水泥830万吨），1977年参股法国水泥公司Vicat并收购了Lehigh Cement，使公司业务扩展到北美，公司开始进入其他建筑领域（如建筑化学，水利系统），1978年更名为海德堡水泥股份公司（Heidelberger Zement Aktiengesellschaft），1980年Lehigh Cement连续从美国钢铁公司手中收购了6家北美的水泥企业，八十年代末东欧剧变,海德堡公司成为了这一地区最大的建材业投资者，1993年收购了比利时企业S.A.Cimenteries CBR 42.4%的股份，1999年再次收购了剩余的股份。二十世纪十九年代公司变得更加国际化，并且扩展到东亚和非洲。 1999年收购了瑞典的建材商Scancem。2000年控股波黑水泥制造商Kakanj,在2001年开始在WestLB银行的帮助下一步步收购印度尼西亚第二大水泥商Indocement，并在2002年将其更名，2005年初阿道夫·默克（Adolf Merckle）开始控制公司，贝尔登·舍福勒成为了董事会主席，默克让其与旗下水泥公司进行整合，最终控制了海德堡水泥近78%的股份。2006年控股俄罗斯莫斯科水泥商Gurovo Beton,2007年5月以140亿欧元的价格收购了英国的汉森公司，是目前为止世界上最大的一笔建材收购。此次收购的资金大多来源于借贷和出售资产(包括Vicat的35%股份和建材公司Saint Gobain)。2008年7月控股印度的Mysore,2009年9月由于收购导致的大量负债以及经济危机的影响，海德堡水泥增发了6250万新股，默克家族的5720万股票也由原来的总股本的72.4%下降至25%。2009年出售以色列和澳大利亚汉森分公司，2010年6月21日由于海德堡水泥集团的市值和销售额在德国上市公司中排名第22，海德堡水泥取代萨斯吉尔特钢铁（Salzgitter AG）成为DAX30成份股，它也是该指数唯一的一只建材股。

## 水泥卡特尔
2000年比利时Cartel Damage Claims (CDC)公司代理了29位原顾客的集体诉讼，据称由海德堡水泥领导的，包括Schwenk Zement, Lafarge, Dyckerhoff, Cemex und Holcim的卡特尔在1993年到2001年期间组成的价格联盟，导致了大约1.5亿欧元的损失，德国联邦卡特尔局（反垄断局）在2004年作出判决，对海德堡水泥处于2.52亿欧元的罚款。

## 公司股票
ISIN：DE0006047004
WKN：604700
市值 ：68.39亿欧元
最新价格XETRA平台（2010年7月21日）：35.93欧元

股本结构：
- 路德维希.默克家族       24,42%
- FMR LLC（富达母公司）, 波士顿（美）   5,02%
- 黑石集团              4,95%
- Arnhold and S. Bleichroeder Holdings, Inc.   3,12%
- FIL Limited （富达系）3,05%
- Fidelity Management & Research Company（富达系） 3,10%
- Norges Bank (挪威中央银行) 3,06%

2010年第一季度由于经济危机和国际建材行业的不景气陷入亏损，新一季度财报将于2010年7月30日公布

## 海德堡水泥在中国
1995年海德堡水泥通过收购比利时CBR进入中国市场。海德堡已经在中国拥有5家水泥厂，并收购了辽宁工源水泥集团80%的股权。2005年和冀东水泥共同控股（冀东水泥扶风有限责任公司与冀东水泥泾阳有限责任公司），水泥总产能约 1000万吨（2007年数据），业务主要集中在广东省和陕西省（泾阳和扶风水泥厂），并在广州和香港有商品混凝土生产线。

## 旗下子公司
- HeidelbergCement Sweden AB (HCSWE) (从2006)
- S.A. Cimenteries CBR (CBR), Brüssel/Belgien (从1993)
- CBR International Services S.A., Brüssel/Belgien (从1993)
- Heidelberg Cement, Inc. (HCI), Wilmington/USA (从1977)
- HeidelbergCement Central Europe East Holding B.V. (HCCEE), ‘s-Hertogenbosch/Niederlande (从1993)
- Lehigh Cement Company (LEH), Allentown/USA (从1977)
- HeidelbergCement International Holding GmbH (HCIH), Heidelberg (从1993)
- HeidelbergCement Netherlands Holding B.V. (HCNETH), ‘s-Hertogenbosch/Niederlande (从2006)
- PT Indocement Tunggal Prakarsa Tbk., Jakarta/Indonesien (从 2001, 持股65,1 %)
- ENCI Holding N.V. (ENCI), ‘s-Hertogenbosch/Niederlande (从1993)
- HeidelbergCement Northern Europe AB (HCNE), Malmö/Schweden (从1999)
- Lehigh Southwest Cement Company, Concord/USA (从1993)
- CBR Baltic B.V. (CBRB), ‘s-Hertogenbosch/Niederlande (从1993)
- Lehigh Cement Limited (LCL), Calgary/Kanada (从1993)
- Carpatcement Holding S.A. (CAR), Bukarest/Rumänien (从1998)
- Górazdze Cement S.A. (GOR), Chorula/Polen (从1993)
- Scancem International ANS (SI), Oslo/Norwegen (从1999)
- Duna-Dráva Cement Kft (DDC), Vác/Ungarn (从1989, 持股50 %)
- HeidelbergCement Norway AS (HCN), Oslo/Norwegen (从 1999)
- Castle Cement Ltd, Birmingham/Großbritannien (从1999)
- HeidelbergCement UK Ltd. (HCUK), Birmingham/Großbritannien (从1999)
- Continental Florida Materials Inc., Fort Lauderdale/USA (从1999)
- Norcem AS, Oslo/Norwegen (从1999)
- Ceskomoravsk ´y Cement, a.s. (CMC), Beroun/Tschechien (从1991)
- Hanson plc (从2007)
- Abetong AB (从1999)

## 資料
- 海德堡水泥官方网站 （页面存档备份，存于）